# Таврическая духовная семинария
Таври́ческая духо́вная семина́рия — высшее церковное учебное учреждение Симферопольской епархии Русской православной церкви, расположенная в Севастополе. Основана в 1873 году в Симферополе как среднее учебное заведение и действовала до 1920 года. Возрождена 22 ноября 2006 года в составе УПЦ, но 7 июня 2022 года перешла в непосредственное подчинение Московскому Патриархату. С 2024 года располагается в Севастополе на территории Свято-Владимирского мужского монастыря в Херсонесе.

## История

### Предыстория
В 1859 году была учреждена самостоятельная Таврическая епархия. На момент учреждения Таврическая епархия не имела православных духовно-учебных заведений, в то же время в губернии только мусульманских духовных училищ было 25. Необходимость присутствия духовной школы в крае обосновывал святитель Иннокентий (Борисов). В 1851 году в одной из бесед с профессором и протоиереем Иоанном Скворцовым святитель говорил, что в Тавриде по всем правилам необходимо было бы открыть митрополию. Он также хотел открыть духовную миссионерскую академию, для которой и предусматривал место — Георгиевский монастырь. Академия миссионеров, по мнению Иннокентия (Борисова), должна быть весьма актуальна для России. 
Епископ Таврический Алексий (Ржаницын) (1860—1867) считал своим долгом открытие учебных заведений для детей духовенства своей епархии. Им были открыты в Симферополе мужское духовное училище (1861) и женское епархиальное училище для бедных и осиротевших девиц духовного звания (1866). Также епископ Алексий (Ржаницын) стремился открыть в Таврической епархии самостоятельной пастырской школы, о чём ходатайствовал перед Святейшим Синодом. Его прошение об открытии в Симферополе духовной семинарии было отклонено по причине отсутствия свободных средств для этого дела и было отложено до более благоприятного времени. Несмотря на это, епископ Алексий (Ржаницын) не оставил попечений о будущей духовной семинарии. В декабре 1867 года он на свои средства приобрёл у мещанки Черновой домовладение, находившееся напротив кафедрального собора, для устройства в нём архиерейского дома. Отъезжая к новому месту служения на Рязанскую кафедру, епископ Алексий (Ржаницын) подарил этот дом Симферопольскому духовному училищу для сдачи в наём под помещение для архиерея. После устройства Таврической семинарии вырученная от сдачи архиерейского дома сумма по распоряжению епископа Алексия (Ржаницына) переходила в распоряжение этой духовной школы. 
Усилия епископа Алексия (Ржаницына) по открытию семинарии в Симферополе продолжил епископ Гурий (Карпов). 2 марта 1868 года, всего лишь после 18 дней по прибытии в Тавриду, он подаёт Таврической духовной консистории предложение: «Консистории известно, до какой степени епархия нуждается в людях, получивших семинарское образование. <…> Число церквей и молитвенных домов ежегодно увеличивается; следовательно, увеличивается и нужда в людях. С введением же нового духовноучилищного устава в Херсонской семинарии [ныне Одесская духовная семинария], куда воспитанники нашего училища поступают для дальнейшего образования, нужда в людях ещё более увеличится, потому что Херсонская семинария без сомнения затруднится приёмом наших воспитанников даже в прежнем для нас количестве. Я здесь недавно; на всё взглянул ещё слегка. Вижу, однако ж, что у нас не будет недостатка в людях, которые по способностям и расположению, могут с пользою и для себя, и для церкви прослушать курс богословских наук. Теперь в Симферопольском училище более ста человек. При открытии же училищ в уездах, на что есть заявления, число учеников легко возрастёт до 200 и более. Семинария могла бы быть образована из своих воспитанников. Надо подумать о средствах. Предлагаю Консистории составить комитет из о. о. протоиереев: Родионова, Брюховского, Левитского, Селецкого и священника Руднева. Пусть они войдут в соображение: не найдётся ли в Таврической епархии своих средств открыть и содержать в городе Симферополе семинарию, которая ежегодно давала бы нам не менее 15 человек, способных занять вакантные священно- и церковно-служительские, равно и наставнические по школам места, и свои соображения представить мне». Согласно этому предложению епископа Гурия (Карпова) был учреждён «Комитет по изысканию средств к открытию и содержанию семинарии в Таврической епархии».

### Деятельность
Разрешение на открытие Таврической духовной семинарии император Александр II дал 30 мая 1869 года; 19 августа 1873 года она была открыта. Основатель Таврической духовной школы — святитель Таврический Гурий (Карпов), — смог изыскать средства не только на открытие, но и на дальнейшее содержание семинарии. На торжествах присутствовали архиепископ Херсонский святитель Димитрий (Муретов), представители духовенства и гражданских властей. Сам владыка Гурий в этот же день освятил семинарскую церковь во имя Трех святителей.
30 ноября 1920 года приказом № 57 Крымревкома «О перестройке учебных заведений» Таврическая духовная семинария была закрыта. За первые 47 лет своего существования семинария подготовила сотни священников. Здание семинарии уцелело.

### Возрождение заведения
В 1992 году по благословению архиепископа Симферопольского и Крымского Лазаря (Швеца) при епархии были организованы катехизаторские курсы. После передачи епархии здания Таврической семинарии  по адресу ул. Героев Аджимушкая 9/11 (Семинарский сквер), они были преобразованы в двухгодичные богословские курсы, которые читались в актовом зале семинарии. В 1997 году пастырские курсы были преобразованы в Симферопольское духовное училище, которое окончили 119 человек. 22 ноября 2006 года решением Священного Синода Украинской православной церкви Симферопольское духовное училище было преобразовано в Таврическую духовную семинарию. Первым ректором возрожденной школы стал митрополит Симферопольский и Крымский Лазарь (Швец).
Издаёт богословский сборник Труды Таврической духовной семинарии. 
14 декабря 2023 года Епархиальное собрание постановило перенести семинарию в Севастополь, в Свято-Владимирский мужской монастырь в Херсонесе. На базе нынешнего помещения Таврической духовной семинарии откроется духовная академия для мирян, где ней мирянам будет предоставлена возможность изучать широкий спектр богословских и гуманитарных предметов, откроется хоровая школа и школа регентов, иконописное училище, молодёжный центр.

## Ректоры
- архимандрит Арсений (Брянцев) (19 марта 1873 — ок. 17 мая 1882)
- протоиерей Андрей Иванович Стеклов (май 1882 — апрель 1884)
- протоиерей Иоанн Павлинович Знаменский (апрель 1884—1894)
- протоиерей Александр Васильевич Мартынов (июнь — июль 1894)
- Антоний (Середонин) (12 августа — 10 сентября 1894) — был назначен, но не успел вступить в должность.
- архимандрит Серафим (Лукьянов) (1907—1911)
- архимандрит Павел (Вильковский) (28 июля — декабрь 1911)
- архимандрит Вениамин (Федченков) (21 декабря 1911 — 26 августа 1913)
- Иринарх (Синеоков-Андреевский) (26 августа 1913—1917)
- архимандрит Вениамин (Федченков) (1917—1920)
- архимандрит Серафим (Соболев) (1920)
- митрополит Лазарь (Швец) (2006—2022)
- протоиерей Дмитрий Гоцкалюк (29 декабря 2022 — 27 декабря 2023) и. о.
- митрополит Тихон (Шевкунов) (27 декабря 2023 ― 25 июля 2024) и. о.
- иеромонах Андрей (Коротков) (с 24 июля 2025), и.о. 25 июля 2024 — 24 июля 2025